# Colpophyllia natans
Colpophyllia natans là một loài san hô trong họ Faviidae. Loài này được Houttuyn mô tả khoa học năm 1772.

## Hình ảnh

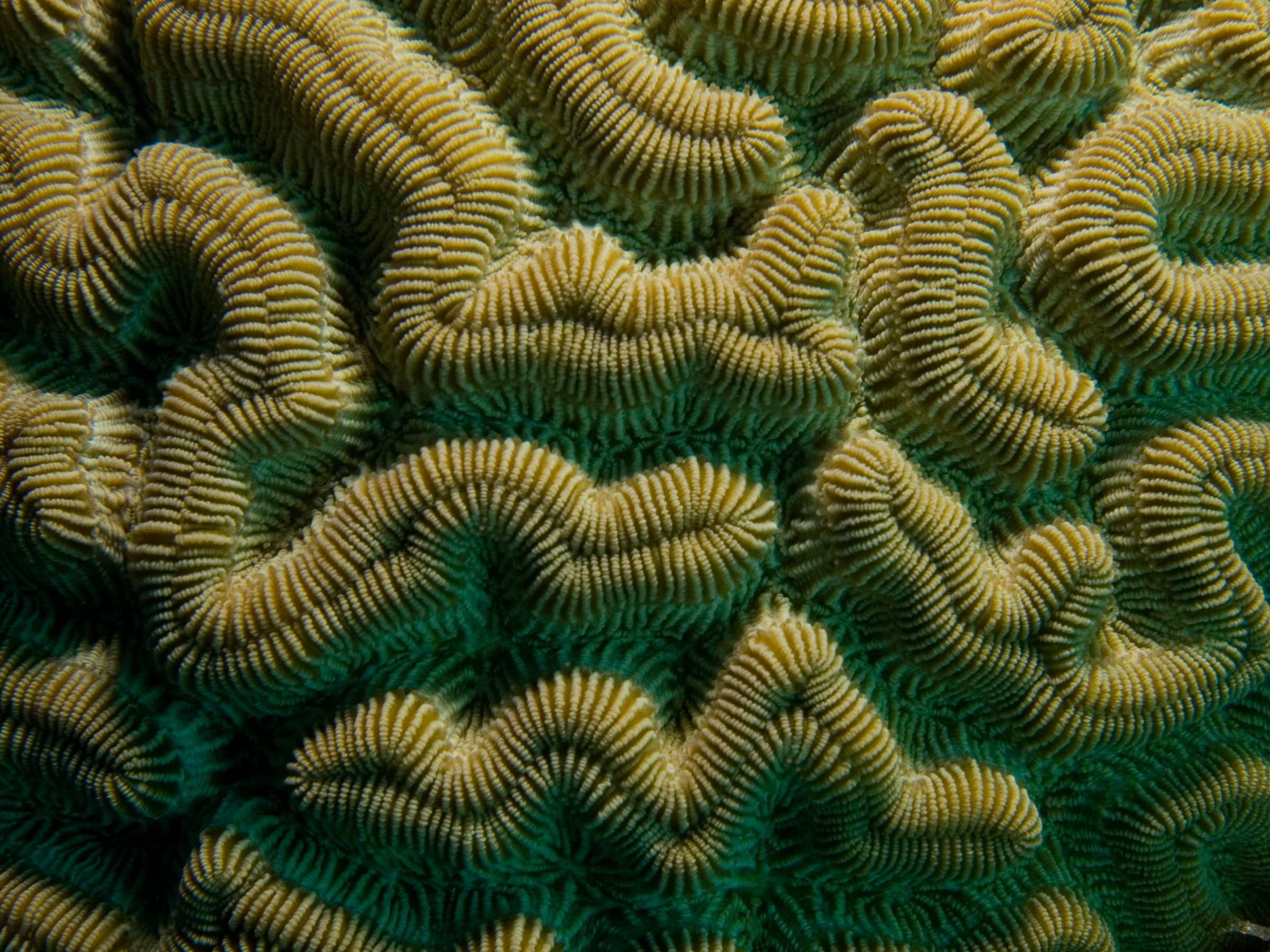
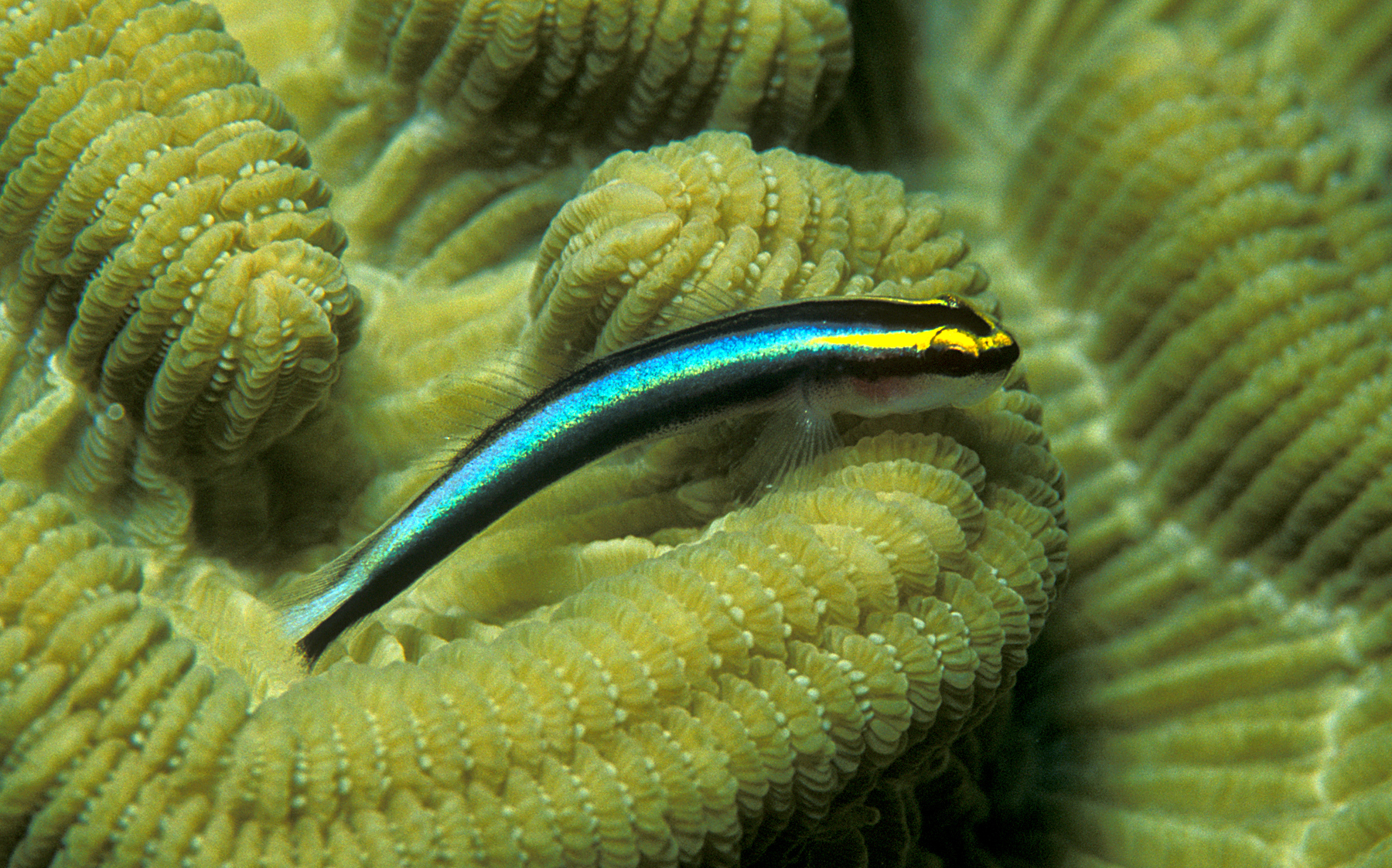